# Ratzenhofen (Isny)
Ratzenhofen ist ein Wohnplatz in der Stadtteilgemarkung Neutrauchburg von Isny im Allgäu im baden-württembergischen Landkreis Ravensburg.

## Geographie
Der Ort liegt etwa drei Kilometer nordöstlich von Isny im Allgäu am Fuße der Adelegg. Im Westen von Ratzenhofen fließt die Untere Argen.

## Geschichte

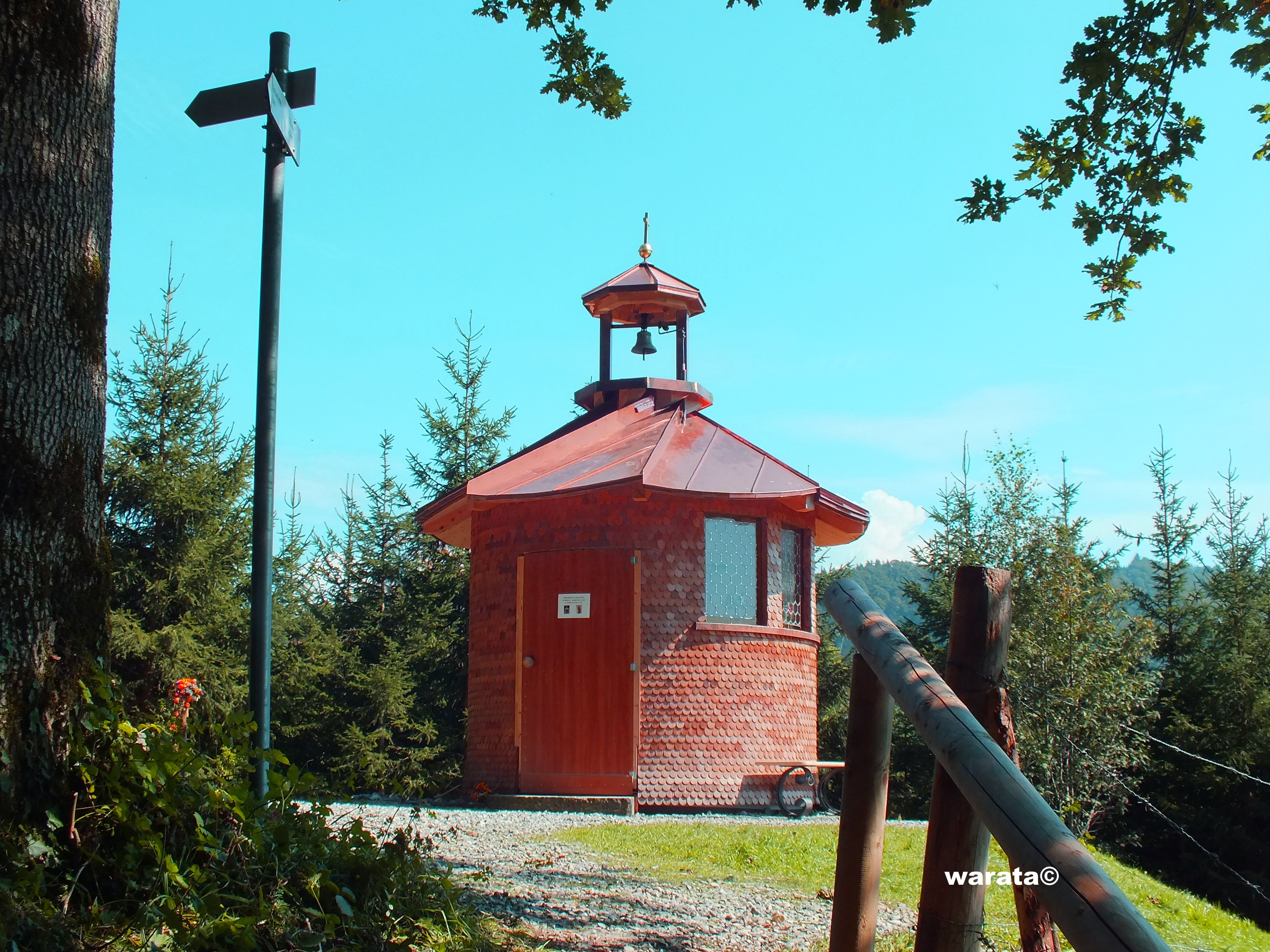
Alphornkapelle oberhalb von Ratzenhofen

Die Siedlung entstand vermutlich im 8. oder 9. Jahrhundert. Ratzenhofen wurde erstmals urkundlich im Jahr 799 als Ratineshova  erwähnt, wobei dieser Beleg sich nicht eindeutig dem Ort zuordnen lässt. Die nächste Erwähnung fand im Jahr 1168 als Ratzinhofin statt, bei der auch Güter des Klosters Isny im Ort erwähnt wurden. Ab 1568 befand sich eine Klosterziegelei in Ratzenhofen. Um das Jahr 1700 befanden sich im Ort bäuerliche Eigengüter sowie Fallehengüter der Herrschaft und des Klosters Isny. Die Vereinödung Ratzenhofens fand im Jahr 1766 statt, dabei entstanden die Ortsteile Burg, Furtenwies, Lochter, Schleifertobel und Waidach. Im Jahr 1862 wurde die heutige Kapelle im Ort erbaut. Die Alphornkapelle zur heiligen Cäcilia auf dem Rangenberg oberhalb von Ratzenhofen wurde im Jahr 2014 erbaut.